# Mouleydier
Mouleydier é uma comuna francesa na região administrativa da Nova Aquitânia, no departamento Dordonha. Estende-se por uma área de 8,46 km². Em 2010 a comuna tinha 1 148 habitantes (densidade: 135,7 hab./km²).